# خط مشی

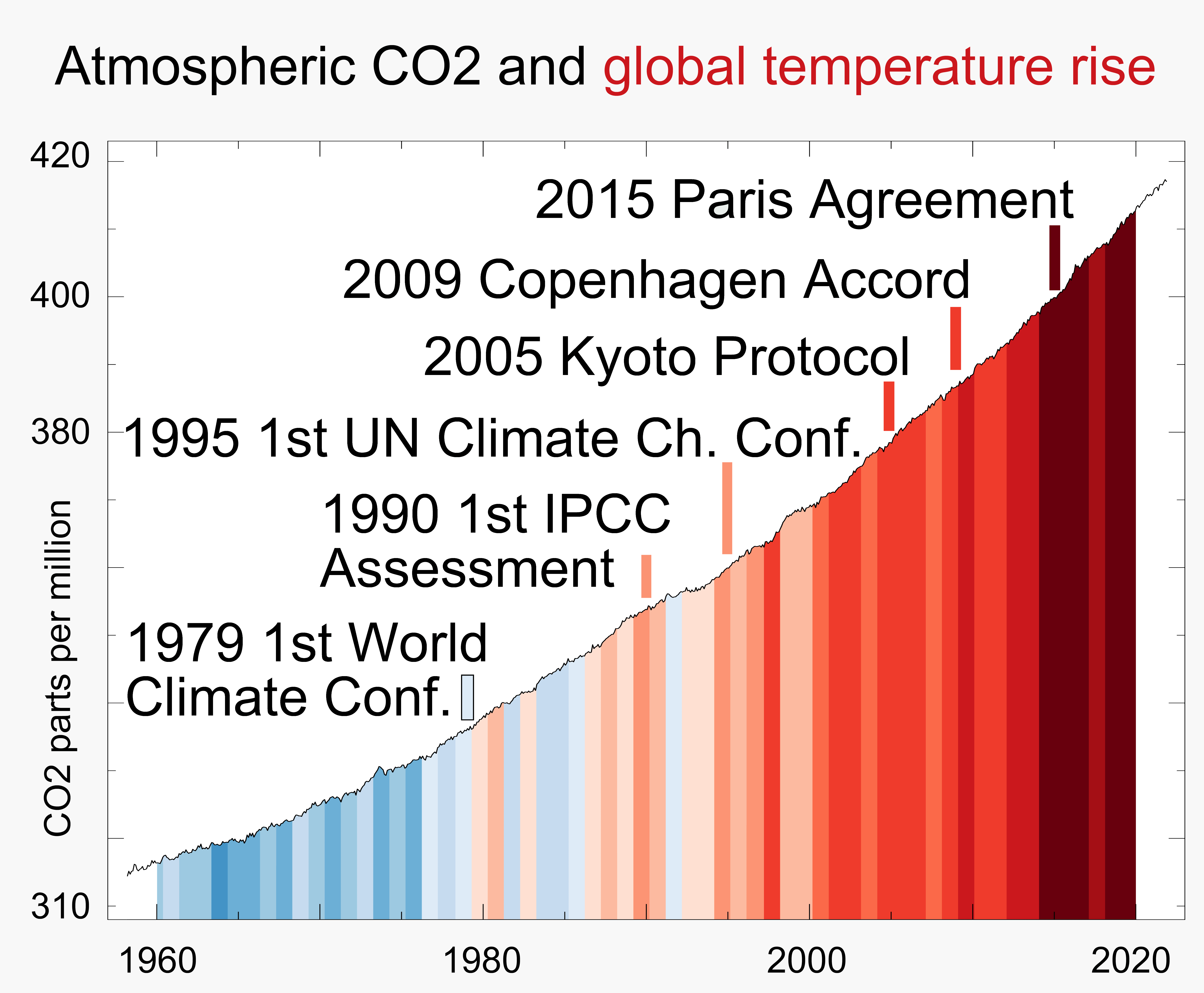
خط‌مشی

خط‌مشی (تلفظ خط مَشیِ) یا سیاست (صفت نسبی: سیاستی) اصل تعیین‌کننده محدوده تصمیم‌گیری برای مدیران سازمان یا هیئت مدیره می‌باشد. مدیران برنامه‌ریزی و اجرایی در هر سازمان همواره قلمرو تعیین شده توسط خط مشی را مد نظر قرار داشته و تصمیمات را با قید سازگاری با خط مشی سازمان اتخاذ می‌نمایند. افزون بر آن خط مشی را باید یک معیار و شاخص مهم در کنترل و ارزیابی عملیات نیز به حساب آورد.
خط مشی یا همان سیاست‌های سازمان به صورت رسمی توسط مدیرعامل یا مدیریت ارشد یک سازمان تعیین می‌گردند. با تدوین سیاست‌های کلان سازمان این اطمینان فراهم می‌گردد، که از بروز تضاد یا تعارضی در تصمیمات مدیران سازمان ممانعت بعمل آید. به عبارت بهتر خط مشی، مسیر تفکر یا شیوه اندیشه اعضای سازمان را مشخص نموده؛ تا از این رهگذر شیوه اندیشیدن و تصمیم‌گیری مدیران با اهداف سازمان سازگار گردد، یا منافات نداشته باشد.

## در دولت
خط مشی گذاری فرایندی است که دولت به وسیله آن، ایده‌های خود را به برنامه‌ها و فعالیت‌های اجرایی جهت دستیابی به نتایج و ایجاد تغییرات مطلوب در دنیای واقعی عملی می‌کند
فرایند خط مشی گذاری:
1. شناخت و درک مسائل عمومی
2. دستور کار
3. طراحی و شکل‌گیری
4. اجرای خط مشی

۵-ارزیابی خط مشی
الگوی خط مشی گذاری اداری:
1. مقررات سازی
2. حکم سازی
3. تحکیم قانون
4. عملیاتی کردن